# قتل مهسا گلستانی
مهسا گلستانی دختری ۱۱ ساله و متولد نیشابور بود که در ۹ آبان ۱۴۰۳ توسط والدین ناتنی‌اش به‌دلیل شکنجه و تجاوز جنسی در کاشمر به قتل رسید. وی همراه با برادرش از «بهزیستی مشهد» در دوره‌ای آزمایشی به مدت شش ماه به سرپرستی گرفته شده بود که پس از گذشت حدوداً سه ماه کشته شد.

## روایت‌ها
- پیروی مصاحبه با سید جواد حسینی (رئیس سازمان بهزیستی کشور) در ۲۱ آبان ۱۴۰۳؛ مهسا گلستانی در نیمهٔ سال ۱۴۰۱ خورشیدی همراه با برادر ۵ ساله‌اش به‌دلیل «عدم صلاحیت والدین» از «خانوادهٔ زیستی» خود جدا و به مراکز بهزیستی جابه‌جا می‌گردند که با درخواست فرزندپذیری خانواده‌ای در کاشمر و با گذراندن مراحل دریافت گواهی‌ها و معرفی به مجتمع قضایی در خرداد ۱۴۰۳ خورشیدی برادر وی به فرزندخواندگی گرفته می‌شود و پس از ۴ جلسه بازدید از مهسا گلستانی با صدور حکم قضایی او نیز به همین خانواده به‌گونهٔ آزمایشی واگذار می‌گردد. مشاوران سازمان بهزیستی کشور درمیان بازدید از خانوادهٔ فرزندپذیر به اختلافات گسترده بین وی و مادر ناتنی‌اش پی می‌برند که پروندهٔ این خانواده در دست بررسی قرار می‌گیرد که ناگهان این دختر ۱۱ ساله به قتل می‌رسد.[۵]
- در ۲۶ آبان ۱۴۰۳ یکی از همسایگان دربارهٔ پدر ناتنی مهسا گلستانی گفت: «اهل دعوا نبود ولی معمولاً حرف، حرف خودش بود و به نظر دیگران توجه نمی‌کرد. البته خیلی پرخطر رانندگی می‌کرد». سپس بیان داشت که: «من هیچ‌وقت ندیدم او چیزی مصرف کند ولی یکی از دوستان می‌گفت این ۲–۳ ماهه شیشه می‌کشیده است».[۱]

## پیامدها
سید جواد حسینی در ۲۱ آبان ۱۴۰۳ مدعی شد «۵ تن از کارکنان بهزیستی که در حلقهٔ خدمات‌رسانی کوتاهی کرده‌اند را به کمیتهٔ تخلفات اداری سپرده‌ایم و همچنین معاون اجتماعی بهزیستی خراسان رضوی و رئیس بهزیستی کاشمر به‌دلیل قصورهایی که داشته‌اند برکنار شده‌اند». که در ۴ آذر ۱۴۰۳ حجت‌الله شریعتمداری (فرماندار کاشمر) در حمایت از اعظم حسن‌زاده (رئیس بهزیستی کاشمر) گفت: «بررسی‌های ما در شهرستان به‌عنوان نماینده عالی دولت نشان می‌دهد که اداره بهزیستی کاشمر فراتر از وظیفه‌ای که داشته به وظایف خودش در این خصوص عمل نموده است. علیرغم پیگیری‌ها و تماس‌هایی که داشتم اما متأسفانه به جای این‌که با سرمنشاء این مسئله و حادثه تلخ برخورد کنند در یک اقدام عجولانه اقدام به برکناری مدیر شهرستان کردند». سپس وی تهدید کرد که: «اگر همچنان اصرار بر برکناری خانم حسن‌زاده از ریاست دارند به‌عنوان نماینده عالی دولت اسنادی را افشا خواهم کرد تا افکار عمومی جامعه بدانند چه کسی مقصر اصلی بوده است». جواد نیک‌بین (نمایندهٔ حوزه انتخابیه کاشمر) نیز در همان روز گفت: «در این اتفاق باید افراد دیگری عزل می‌شدند». وی افزود: «عزل خانم حسن‌زاده از سمت ریاست بهزیستی کاشمر غیرقانونی، غیرشرعی و غیرمنصفانه بوده است».